# Самтай
Самтай — один з районів (лаос. ເມືອງ муанг) провінції Хуапхан, Лаос.